# 雷韦永 (马恩省)
雷韦永（法語：Réveillon，法語發音：[ʁevɛjɔ̃] ⓘ）是法国马恩省的一个市镇，位于该省西南部，属于埃佩尔奈区。

## 地理
雷韦永（48°45'9"N, 3°27'19"E）面积6.72 平方千米，位于法国大東部大區马恩省，该省份为法国东北部内陆省份，北起阿登省，西北接埃纳省，西南接塞纳-马恩省，南至奥布省，东南接上马恩省，东临默兹省。
与雷韦永接壤的市镇（或旧市镇、城区）包括：利奥讷新城、圣马丹迪博谢、茹瓦塞勒、讷维。

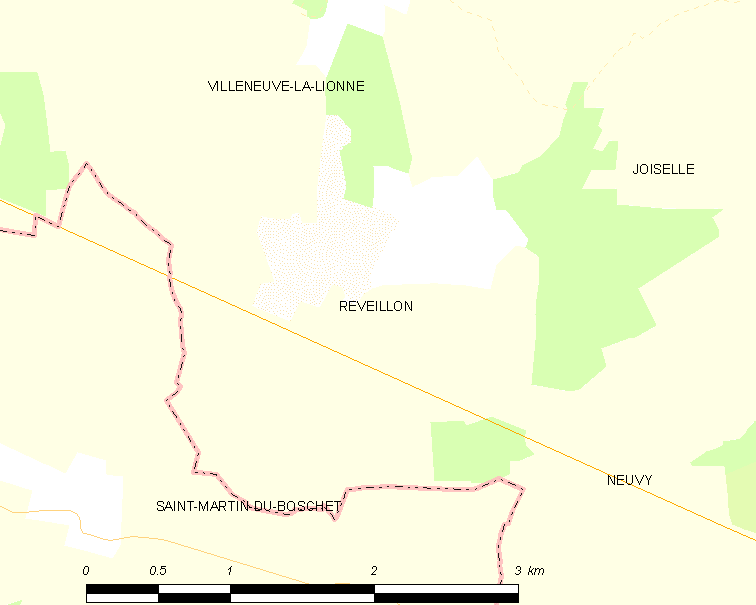
的OSM定位图

雷韦永的时区为UTC+01:00、UTC+02:00（夏令时）。

## 行政
雷韦永的邮政编码为51310，INSEE市镇编码为51459。

## 政治
雷韦永所属的省级选区为塞扎讷-布里-香槟县。

## 人口

1962-2008年间人口变化图示

雷韦永于2022年1月1日时的人口数量为105人。